# Danila Izotov
Pour les articles homonymes, voir Izotov.
Danila Sergueïevitch Izotov (en russe : Данила Сергеевич Изотов), né le 2 octobre 1991 à Iekaterinbourg, est un nageur russe en activité, spécialiste des épreuves de nage libre.
Trois fois titré et quadruple vice-champion dans les championnats internationaux juniors, vice-champion olympique 2008 du relais 4 × 200 m nage libre et un titre européen obtenu en petit bassin la même année, il est l'une des confirmations des Championnats du monde 2009 à Rome ; il y obtient la médaille de bronze du 200 m nage libre et deux médailles d'argent avec les relais russes des 4 × 100 m et 4 × 200 m nage libre.
Sa tante Elvira Vasilkova est double médaillée olympique de natation.

## Biographie
Âgé de 17 ans, Danila Izotov se fait remarquer sur la scène internationale les 9 et 10 novembre 2007, lors de l'étape moscovite, la 4e, du circuit de la Coupe du monde 2007. Il s'aligne dans deux épreuves de nage libre, les 100 et 400 mètres ; il termine 16e des séries du 100 m mais se qualifie pour la finale du 400 m, avec le 6e temps des séries, en 3 min 49 s 04 ; il réalise en finale un temps supérieur de 82 centièmes et prend la 7e et avant-dernière place.
En 2008, il s'illustre lors des Championnats du monde juniors en s'adjugeant le titre des 200 et 400 m nage libre ; il obtient également une 3e médaille, elle est d'argent, avec le relais russe du 4 × 100 m nage libre.
Un peu plus d'un mois plus tard, sélectionné dans l'équipe de Russie afin de participer aux 200 m et relais 4 × 200 m nage libre, il est présent au rendez-vous olympique pékinois. 7e temps des séries du 200 m nage libre, il termine second de la 1re demi-finale, derrière le Sud-Africain Jean Basson ; en 1 min 47 s 24, supérieur de 44 centièmes à celui réalisé en séries, son temps est malheureusement le 9e des deux demi-finales cumulées et ne lui permet pas l’accès, pour une différence de 17 centièmes, à sa première finale individuelle olympique.
Troisième relayeur du 4 × 200 m nage libre, il s'élance en 3e position derrière, respectivement, les États-Unis et l'Australie ; à l'issue de ses 200 m, réalisés en 1 min 45 s 85, le relais russe est toujours 3e mais à seulement 10 centièmes des Australiens, Danila Izotov nageant 1 s 28 plus vite que l'Australien Grant Brits. Aleksandr Soukhoroukov, le dernier relayeur russe parvient à dépasser le relayeur australien aux 650 m, et conserve cette position à l'issue de l'épreuve, synonyme d’une médaille d’argent.
À la fin de l'année, il décroche son premier titre continental de sa carrière à Rijeka en Croatie, lors des Championnats d'Europe en petit bassin ; il devance, pour 2 centièmes, le Suisse Dominik Meichtry dans l'épreuve du 200 m nage libre. 
En avril 2009, il participe aux 100 et 200 m nage libre des Championnats de Russie en bassin de 50 mètres. Il termine à la 3e place du 100 m, en 48 s 64 et conquiert le titre national du 200 m, en 1 min 46 s 17.
Deux semaines avant les Championnats du monde 2009 à Rome, il participe aux Championnats d'Europe juniors à Prague et remporte l'or dans l'épreuve du 100 m nage libre ; il ajoute dans son escarcelle trois médailles d'argent, une individuelle pour le 200 m nage libre et deux avec les relais 4 × 200 m nage libre et 4 × 100 m 4 nages.
Lors des mondiaux dans la capitale italienne, il est engagé dans trois épreuves, le 200 mètres nage libre et les relais 4 × 100 m et 4 × 200 m nage libre. Il entame ses championnats par le relais 4 × 100 m nage libre où le relais français, compte tenu et des temps individuels réalisés par Alain Bernard et Frédérick Bousquet et de l'absence, côté américain, de Jason Lezak, est le favori. Danila Izotov est le 3e relayeur et, lors de la prise de relais, part en 4e position, derrière, respectivement, les Français, les Brésiliens et les Américains. Il est le plus rapide des 3e relayeurs, en 47 s 23 et permet au relais russe d'être en tête aux 300 m avec une avance de 29 centièmes ; cependant, toujours 1er aux 350 m, Aleksandr Soukhoroukov, le dernier relayeur, est dépassé dans la dernière longueur de bassin par Nathan Adrian qui offre aux États-Unis le titre mondial.
Qualifié pour la finale du 200 m nage libre, il termine à la 3e place de l'épreuve remportée largement par l'Allemand Paul Biedermann, avec une avance de 1 s 22 sur Michael Phelps ; le temps de 1 min 43 s 90 réalisé par Danila Izotov constitue le nouveau record national et il améliore, comme en série et en demi-finale, son record personnel.
Il termine ses mondiaux le 31 juillet 2009 en obtenant une seconde médaille d'argent avec le relais 4 × 200 m nage libre ; le temps de 6 min 59 s 15 réalisé par l'équipe russe pulvérise le record d'Europe.
Aux Jeux olympiques de 2012 de Londres, Danila Izotov décroche la médaille de bronze sur le relais 4 × 100 m nage libre avec ses coéquipiers Nikita Lobintsev, Andreï Grechin et Vladimir Morozov dans un temps de 3 min 11 s 41, respectivement derrière la France et les États-Unis.
Le Russe participera ensuite à la finale du 200 m nage libre, mais finira dernier de cette course dans un temps de 1 min 47 s 75.

## Palmarès

### Jeux olympiques d'été
- Jeux olympiques de 2008 à Pékin (Chine) :
  -  Médaille d'argent sur 4 × 200 m nage libre
- Jeux olympiques de 2012 à Londres (Royaume-Uni) :
  - 8e sur 200 m nage libre
  -  Médaille de bronze sur 4 × 100 m nage libre

### Championnats du monde
Grand bassin
- Rome 2009 (Italie) :
  -  Médaille de bronze sur 200 m nage libre
  -  Médaille d'argent sur 4 × 100 m nage libre
  -  Médaille d'argent sur 4 × 200 m nage libre
- Barcelone 2013 (Espagne) :
  -  Médaille de bronze sur 200 m nage libre
  -  Médaille de bronze au titre du relais 4 × 100 m nage libre
  -  Médaille d'argent au titre du relais 4 × 200 m nage libre
- Kazan 2015 (Russie) :
  -  Médaille d'argent au titre du relais 4 × 100 m nage libre[Note 1]
- Budapest 2017 (Hongrie) :
  -  Médaille d'argent au titre du relais 4 × 200 m nage libre
  -  Médaille de bronze au titre du relais 4 × 100 m quatre nages[Note 2]

Petit bassin
- Dubaï 2010 (Émirats arabes unis) :
  -  Médaille d'argent sur 200 m nage libre
  -  Médaille d'argent sur 4 × 100 m nage libre
  -  Médaille d'or sur 4 × 200 m nage libre (6 min 49 s 04) - RM
- Doha 2014 (Qatar) :
  -  Médaille d'argent sur 200 m nage libre
  -  Médaille d'argent sur 4 × 100 m nage libre
  -  Médaille de bronze sur 100 m nage libre
  -  Médaille de bronze sur 4 × 200 m nage libre

### Championnats du monde juniors
- Monterrey 2008 (Mexique) :
  -  Médaille d'or sur 200 m nage libre (1 min 49 s 44)
  -  Médaille d'or sur 400 m nage libre (3 min 51 s 81)
  -  Médaille d'argent sur 4 × 100 m nage libre (3 min 20 s 64)

### Championnats d'Europe
Grand bassin
- Budapest 2010 (Hongrie) :
  -  Médaille d'or sur 4 × 100 m nage libre
  -  Médaille d'or sur 4 × 200 m nage libre
- Glasgow 2018 (Royaume-Uni) :
  -  Médaille d'or sur 4 × 100 m nage libre

Petit bassin
- Rijeka 2008 (Croatie) :
  -  Médaille d'or sur 200 m nage libre
- Istanbul 2009 (Turquie) :
  -  Médaille d'argent sur 100 m nage libre
  -  Médaille d'argent sur 200 m nage libre
- Eindhoven 2010 (Pays-Bas) :
  -  Médaille d'or sur 100 m nage libre
  -  Médaille d'or sur 200 m nage libre
  -  Médaille de bronze sur 4 × 50 m nage libre
  -  Médaille de bronze sur 4 × 50 m 4 nages
- Herning 2013 (Danemark) :
  -  Médaille d'or sur 200 m nage libre
  -  Médaille d'argent sur 100 m nage libre

### Championnats d’Europe juniors
Grand bassin
- Prague 2009 (République tchèque) :
  -  Médaille d'or sur 100 m nage libre
  -  Médaille d'argent sur 200 m nage libre
  -  Médaille d'argent sur 4 × 100 m nage libre
  -  Médaille d'argent sur 4 × 200 m nage libre

## Records

### Records personnels
Ce tableau détaille les records personnels de Danila Izotov, à ce jour.
| Épreuve          | Temps         | Compétition                        | Lieu               | Date            |
| 50 m nage libre  | 22 s 67       | Coupe de Russie                    | Rouza, Russie      | 29 juillet 2012 |
| 100 m nage libre | 48 s 27       | Championnats de Russie             | Moscou, Russie     | 22 avril 2012   |
| 200 m nage libre | 1 min 43 s 90 | Championnats du monde 2009         | Rome, Italie       | 28 juillet 2009 |
| 400 m nage libre | 3 min 51 s 81 | Championnats du monde juniors 2008 | Monterrey, Mexique | 8 juillet 2008  |

| Épreuve          | Temps         | Compétition                                | Lieu              | Date             |
| 100 m nage libre | 45 s 68       | Championnats d'Europe en petit bassin 2009 | Istanbul, Turquie | 11 décembre 2009 |
| 200 m nage libre | 1 min 40 s 08 | Championnats d'Europe en petit bassin 2009 | Istanbul, Turquie | 13 décembre 2009 |
| 400 m nage libre | 3 min 49 s 04 | Coupe du monde 2007 (série)                | Moscou, Russie    | 9 novembre 2007  |